# Top of the World (The Carpenters)
Top of the World è un brano musicale del 1972 scritto da Richard Carpenter e John Bettis e pubblicato come singolo dai Carpenters nel 1973, estratto dall'album A Song for You.

## Tracce
- 7"

1. Top of the World
2. Heather

## Formazione
- Karen Carpenter - voce, cori
- Richard Carpenter - cori, piano Wurlitzer elettrico
- Joe Osborn - basso
- Hal Blaine - batteria
- Tony Peluso - chitarra elettrica
- Buddy Emmons - pedal steel guitar

## Cover
Nel 1973 la cantante statunitense Lynn Anderson ne ha realizzato una cover per il suo disco Top of the World. 
Altre versioni sono quelle di Ray Conniff (1974), The Sugarcubes (1992), Dana Winner (1990), Shonen Knife (1994), Mona Gustafsson (2010) e Me First and the Gimme Gimmes (2014)